# Philipp Jakob Köglsperger
Philipp Jakob Köglsperger (* 1707 in München; † unbekannt) war ein Baumeister in München.

## Leben

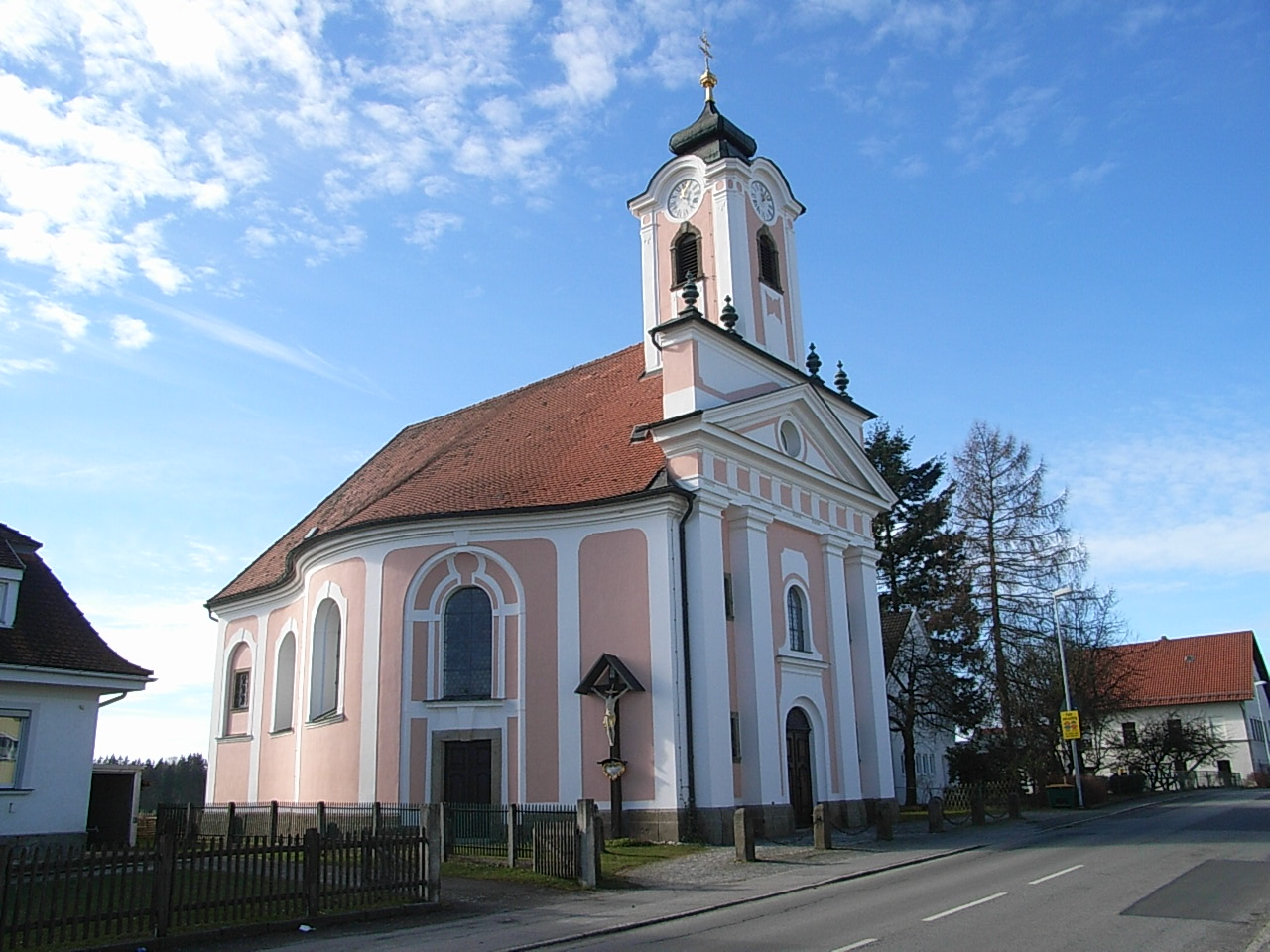
Pfarrkirche von Dommelstadl

Er war der Sohn des Münchner Baumeisters Philipp Köglsperger. Seine Gesellenzeit als Maurer verbrachte er in Böhmen, unter anderem bei Kilian Ignaz Dientzenhofer in Prag. 1730 trat er die Nachfolge seines verstorbenen Vaters als Hofmaurer in München an. 1735 versuchte er die Zulassung als bürgerlicher Meister zu bekommen, welche ihm die Zunft und der Rat Münchens verweigerten, seit 1737 vor allem wegen fehlender Meisterstücke. 1738/39 bekam er auch in Konkurrenz zu Johann Michael Fischer um den Bau von St. Michael (Berg am Laim) Probleme mit der Zunft. Nachdem er 1741 erneut mit seinem Versuch scheiterte, in das bürgerliche Handwerk Münchens aufgenommen zu werden, verlegte er seine Tätigkeit nach Schärding und in das Innviertel. 
Er blieb weiterhin vor allem auf die Ausführung der Entwürfe fremder Meister beschränkt. Er war am Bau der Pfarrkirche Hl. Dreifaltigkeit in Dommelstadl beteiligt.